# Anoploderomorpha sepulchralis
Anoploderomorpha sepulchralis är en skalbaggsart som först beskrevs av Leon Fairmaire 1889.  Anoploderomorpha sepulchralis ingår i släktet Anoploderomorpha och familjen långhorningar.
Artens utbredningsområde är Laos. Inga underarter finns listade i Catalogue of Life.